# カタリーナ・ベルヒカ・ファン・ナッサウ
カタリーナ・ベルヒカ・ファン・ナッサウ（Catharina Belgica van Nassau, 1578年7月31日 - 1648年4月12日）は、オラニエ公ウィレム1世（沈黙公）の娘で、ドイツのハーナウ＝ミュンツェンベルク伯フィリップ・ルートヴィヒ2世の妻。

## 生涯
ホラント州その他の総督を務めるウィレム1世と、その3番目の妻でモンパンシエ公ルイ3世の娘であるシャルロット・ド・ブルボンの間の6人の娘たちのうちの三女として生まれた。名前は「ベルヒカ（Belgica）」が公式の表記だが、カタリーナ・ベルヒカ本人は「ベルヒア（Belgia）」と自署するのを好んだようである。1596年にディレンブルクにおいて、フィリップ・ルートヴィヒ2世と結婚した。
1612年に夫と死別したとき、世継ぎの長男フィリップ・モーリッツはまだ7歳と幼年だったため、1627年に息子が成人するまでは伯爵領の単独後見人を務めた。しかし最初のうちは、カタリーナ・ベルヒカと夫の親族との間で、帝国最高法院（Reichskammergericht）において後見人の地位をめぐる法廷闘争が行われた。また息子が成人した後も実権を手放そうとしなかったため、息子と対立して、マールブルク大学法学部や帝国最高法院が仲裁に入り、ようやく実権を手放した。
長男の親政開始後はヴィンデッケン城（Schloss Windecken）などいくつかの城を寡婦領として与えられたが、1634年にハーナウ伯爵領の全域が三十年戦争の戦場と化すにおよび、家族とともに国外に退去した。そのまま実家を継いでいた異母弟フレデリック・ヘンドリックを頼って暮らし、1648年に亡くなった。遺骸はデルフトの新教会に安置された。

## 子女
- シャルロッテ・ルイーゼ（1597年 - 1649年）
- 次女（名前不明、1598年）
- フィリップ・ウルリヒ（1601年 - 1604年）
- アマーリエ・エリーザベト（1602年 - 1651年） - 1619年、ヘッセン＝カッセル方伯ヴィルヘルム5世と結婚
- カタリーナ・ユリアーネ（1604年 - 1668年） - 1631年にゾルムス＝ラウバッハ伯アルベルト・オットー2世と結婚、1642年にヴィート＝ルンケル伯モーリッツ・クリスティアンと再婚
- フィリップ・モーリッツ（1605年 - 1638年） - ハーナウ＝ミュンツェンベルク伯
- ヴィルヘルム・ラインハルト（1607年 - 1630年）
- ハインリヒ・ルートヴィヒ（1609年 - 1632年）
- フリードリヒ・ルートヴィヒ（1610年 - 1628年）
- ヤーコプ・ヨハン（1612年 - 1636年）